# Gjøkhotellet

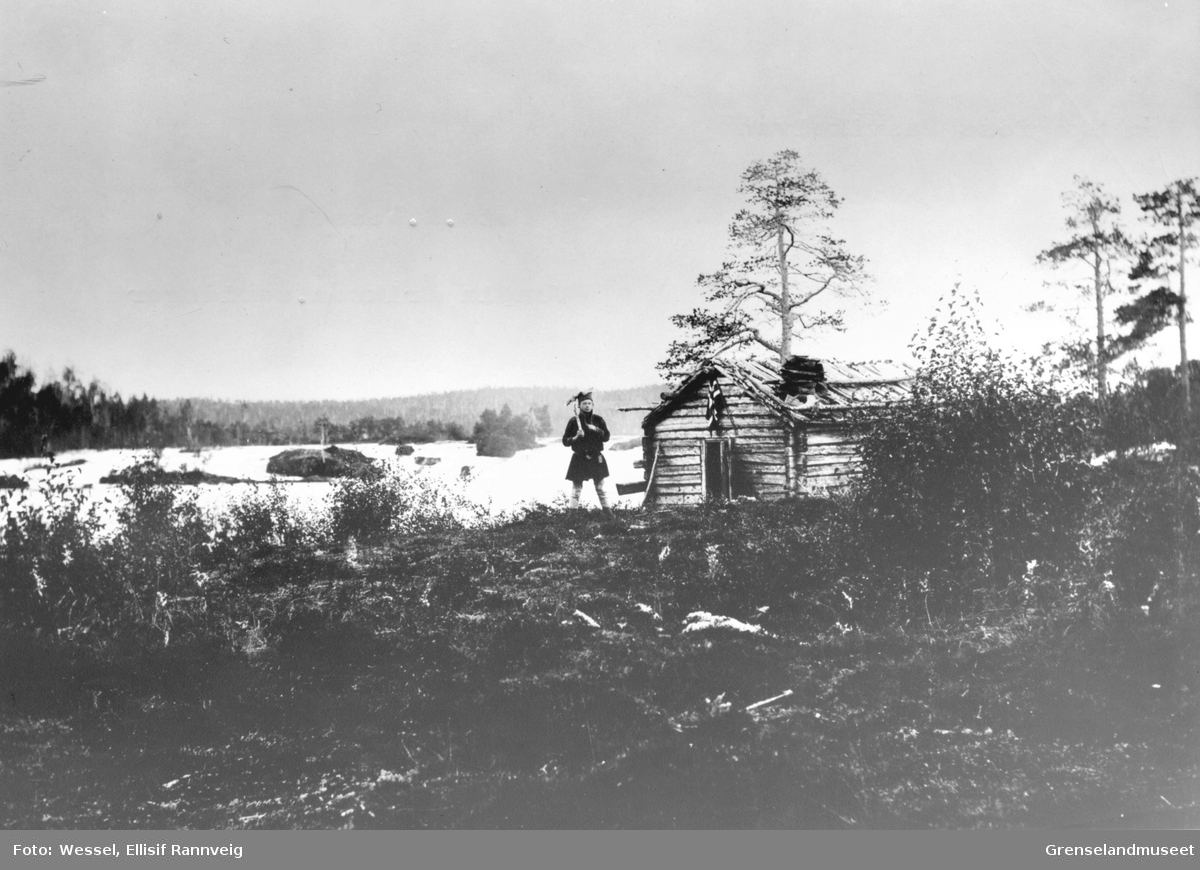
Same stående vid Skogfosskoia, "logihytten för rejsende", vid Skogfoss 1896, vilken i början av 1960-talet flyttades till Gjøkhotellet. Foto: Ellisif Wessel

Gjøkhotellet är ett informellt friluftsmuseum vid den lilla sjön Steintjørna i Sør-Varangers kommun i Finnmark i Norge.

## Historik
Den tyska armén byggde baracker på platsen under ockupationen av Norge. En kvarvarande, numera riven barack användes efter kriget som bostad för en banvakt med familj. Direktoratet for Statens skoger var på 1960-talet den största fastighetsägaren i Finnmark. Företaget tog inför utbyggnaden av Skogfoss i Pasvikälven till Skogfoss kraftverk i början av 1960-talet initiativ till att flytta några hotade, bevaransvärda byggnader till Gjøkhotellet:  

## Huvudbyggnaden
Huvudbyggnaden var en byggnad som staten hade övertagit från en nybyggare. Denne hade inte tillerkänts äganderätten till den mark han brutit på grund av sitt delvis finländska ursprung. Det var renägaren Leonart Kærnæ (född 1894), som var gift med Santra Karet från Finland. Han byggde sitt hus vid Steinbekken, som staten efter övertagandet av gården flyttade till Gjøkhotellet. Denna byggnad brann ned julen 2014.

## Skogfosskoia
Skogfosskoia var i bruk åtminstone 1882 och anses vara den äldsta bevarade byggnaden i Pasvikdalen. Den byggdes på statligt initiativ som logistuga för besökande till Skogfoss, som var det mest magnifika vattenfallet i Pasvikälven. Stugan låg ursprungligen vid nedre ändan av Skogfossen.
Inne i stugan har många besökare från Pasviksälvstiden ristat in sina namn och andra uppgifter. Ornitologen Hans Thomas Lange Schaanning var där i juli 1900. Fotografen och rättighetskämpen Ellisif Wessel har skrivit in datum för sex besök i stugan omkring sekelskiftet 1800/1900.

## Stallet
Stallet är byggt 1913 och kommer från skogvaktargården Nesheim. Nesheim var en av två skogvaktargårdar som byggdes vid sjön Vaggatem 1903 som ett led i att hävda den norska regeringens närvaro i gränsområdet till Ryssland. Den andra skogvaktargården var Skogly någon kilometer söder om Nesheim. Skogvaktarna hade också som uppgift att vara gränsövervakare.

## Härbret
Härbret är också flyttat från Nesheim på Kjerringneset i Pasviknesen. Härbret är troligen uppfört 1910-1911. Härbret är ett knuttimmerhus med rektangulärt grundplan. En liten trätrappa går upp till plattformen framför ingångsdörren.

## Bastun
Bastun är av okänt ursprung. Den kommer möjligen från ett av de hundraåriga skogvaktarboställena i Nesheim eller Skogly.

## Gjøkhotellets skötsel
I samband med etableringen av Finnmarksfastigheten övertog detta offentliga organ 2005 Statskogs mark i Finnmark, inklusive Gjøkhotellet.
Detta har under senare år använts av ett turistföretag som hundgård för slädhundar. Övre Pasvik nationalpark diskuterade 2014 möjligheten av att använda Gjøkhotellet som ett informationscentrum.
Finnmarksfastigheten övervägde 2015 att flytta byggnaderna till en av sina stugbyar vid Ellentjarn i nationalparken.